# Agrotis maderensis
Agrotis maderensis là một loài bướm đêm trong họ Noctuidae.